# پاتریک شوارتزنگر
پاتریک شوآرتزنگر (انگلیسی: Patrick Schwarzenegger؛ زادهٔ ۱۸ سپتامبر ۱۹۹۳) یک مدل و هنرپیشه اهل ایالات متحده آمریکا است. وی از سال ۲۰۰۶ میلادی تاکنون مشغول فعالیت بوده‌است.
از فیلم‌ها یا برنامه‌های تلویزیونی که وی در آن نقش داشته است می‌توان به پیشاهنگ‌ها به دوره آخرالزمان زامبی‌وار هدایت می‌شوند، النور عزیز اشاره کرد.
او فرزند آرنولد شوارتزنگر و ماریا شرایور است و کاترین شوارتزنگر خواهر اوست، همچنین یونیس کندی شرایور مادربزرگ اوست

## فیلموگرافی

### فیلم
| سال  | نام                                               | نقش                 |
| ---- | ------------------------------------------------- | ------------------- |
| 2006 | نیمکت گرمکن ها                                    | Jock Kid Game No. 3 |
| 2012 | درگیر عشق                                         | Glen                |
| 2013 | بزرگ‌شده‌ها ۲                                       | Frat Boy Cooper     |
| 2015 | پیشاهنگ‌ها به دوره آخرالزمان زامبی‌وار هدایت می‌شوند | Jeff                |
| 2016 | النور عزیز                                        | Bud                 |
| 2017 | برو به شمال                                       | Caleb               |
| 2018 | خورشید نیمه‌شب (فیلم ۲۰۱۸)                         | Charlie Reed        |
| 2019 | دنیل واقعی نیست                                   | Daniel              |

### تلویزیون
| سال  | نام         | نقش          | Notes                   |
| ---- | ----------- | ------------ | ----------------------- |
| 2015 | ملکه‌های جیغ | Thad Radwell | Episode: "Thanksgiving" |